# Мирний час (фільм)
«Мирний час» — радянський художній фільм 1964 року, знятий режисером Борисом Кімягаровим на кіностудії «Таджикфільм».

## Сюжет
Російські хлопці — Віктор, Маша, Жорка — за путівками комсомолу приїхали у далекий Душанбе. Таджикистан став для них другою батьківщиною, а у чудових хлопцях Гулямі, Алімі, Азізі вони зустріли однодумців. Багато труднощів довелося пережити. Але як не було важко, вони не відступали, не втрачали віри у свою праву справу.

## У ролях
- Валерій Малишев — Льонька Моргунов
- Віктор Філіппов — Бахметьєв
- Тамара Совчі — Маша
- Хабібулло Абдуразаков — Кешмукомед
- Ульмас Аліходжаєв — Гулям
- Сергій Никоненко — Віктор
- Марат Аріпов — Каміль
- Павло Шпрингфельд — Глуховський
- Міассара Амінова — Азіза
- Ада Шереметьєва — Галія
- Гурміндж Завкібеков — Саїдов
- Анвар Тураєв — Алім
- Нозукмо Шомансурова — епізод
- Убайдулло Раджабов — епізод
- Наїмджон Гіясов — епізод

## Знімальна група
- Режисер — Борис Кімягаров
- Сценаристи — Микола Рожков, Володимир Хабур
- Оператор — Олександр Григор'єв
- Композитор — Марк Фрадкін
- Художники — Т. Громова, Давид Ільябаєв